# فهرست قنات‌های شهرستان کوهبنان
جدول زیر براساس آمار وزارت جهاد کشاورزی تهیه شده‌است. فهرست زیر قنات‌های شهرستان کوهبنان در استان کرمان را نشان می‌دهد.
| نام قنات    | موقعیت                    | نزدیک‌ترین روستا | طول قنات (متر) | تعداد میله چاه | عمق مادر چاه | دبی (لیتر بر ثانیه) | سطح زیر کشت (هکتار) |
| ----------- | ------------------------- | --------------- | -------------- | -------------- | ------------ | ------------------- | ------------------- |
| آب سوراخ    | بخش مرکزی شهرستان کوهبنان | آب سوراخ        | ۵۰۰            | ۵۰             | ۲۵           | ۷                   | ۹                   |
| افزاد       | بخش مرکزی شهرستان کوهبنان | افزاد           | ۲۰۰            | ۲۰             | ۲۰           | ۳۰                  | ۳۰                  |
| بستان       | بخش مرکزی شهرستان کوهبنان | بیدوئیه         | ۲۰۰            | ۰              | ۰            | ۰                   | ۵                   |
| بن مور      | بخش مرکزی شهرستان کوهبنان | نامعلوم         | ۳۰۰            | ۲۰             | ۱۵           | ۱۵                  | ۳۰۰                 |
| بیدان خواجه | بخش مرکزی شهرستان کوهبنان | بیدان خواجه     | ۱۰۰            | ۰              | ۶            | ۶                   | ۶                   |
| حسین‌آباد    | بخش مرکزی شهرستان کوهبنان | حسین‌آباد        | ۲۰۰            | ۰              | ۲۰           | ۸                   | ۱۰                  |
| حسین‌آباد    | بخش مرکزی شهرستان کوهبنان | حسین‌آباد        | ۲۰۰            | ۲۰             | ۱۸           | ۸                   | ۱۰                  |
| حسین‌آباد    | بخش مرکزی شهرستان کوهبنان | افزاد           | ۲۰۰            | ۰              | ۰            | ۸                   | ۱۰                  |
| خانوئیه     | بخش مرکزی شهرستان کوهبنان | نامعلوم         | ۱۵۰            | ۰              | ۰            | ۷                   | ۱۰                  |
| ده آقارضا   | بخش مرکزی شهرستان کوهبنان | ده آقارضا       | ۲۵۰۰           | ۴۰             | ۲۵           | ۵                   | ۱۲                  |
| ده جزئی     | بخش مرکزی شهرستان کوهبنان | جزئی            | ۲۰۰            | ۲۵             | ۱۲           | ۵                   | ۱۰                  |
| ده جعفری    | بخش مرکزی شهرستان کوهبنان | ده جعفری        | ۵۰             | ۱۰             | ۱۰           | ۴                   | ۵                   |
| ده خیار     | بخش مرکزی شهرستان کوهبنان | ده خیار         | ۱۸۰            | ۲۲             | ۲۰           | ۸                   | ۱۰                  |
| ده سیدا     | بخش مرکزی شهرستان کوهبنان | ده سیدا         | ۵۰۰            | ۱۵             | ۱۲           | ۱۸                  | ۲۰                  |
| ده شور      | بخش مرکزی شهرستان کوهبنان | ده شور          | ۶۰۰            | ۳۵             | ۳۳           | ۶                   | ۱۰                  |
| ده ماتلی    | بخش مرکزی شهرستان کوهبنان | ده ماتلی        | ۵۰۰            | ۵۰             | ۲۵           | ۸                   | ۱۰                  |
| ده میرسفلی  | بخش مرکزی شهرستان کوهبنان | ده آقارضا       | ۵۰             | ۱۲             | ۱۴           | ۸                   | ۵                   |
| دهنو        | بخش مرکزی شهرستان کوهبنان | دهنو            | ۶۰۰            | ۵۰             | ۳۵           | ۱۲۵                 | ۱۷                  |
| زنیی        | بخش مرکزی شهرستان کوهبنان | زنیی            | ۴۰۰            | ۲۰             | ۲۰           | ۱۷                  | ۲۰                  |
| ساوند       | بخش مرکزی شهرستان کوهبنان | ساوند           | ۲۰۰            | ۲۰             | ۱۵           | ۱۰                  | ۱۰                  |
| سلطان‌آباد   | بخش مرکزی شهرستان کوهبنان | ده آقارضا       | ۶۰۰            | ۳۵             | ۱۵           | ۱۵                  | ۴۰                  |
| شهرآباد     | بخش مرکزی شهرستان کوهبنان | شهرآباد         | ۲۰۰            | ۲۰             | ۱۵           | ۸                   | ۱۰                  |
| شکرآباد     | بخش مرکزی شهرستان کوهبنان | نامعلوم         | ۲۵۰            | ۲۵             | ۲۰           | ۱۵                  | ۲۰                  |
| علی‌آباد     | بخش مرکزی شهرستان کوهبنان | علی‌آباد         | ۲۰۰            | ۲۰             | ۱۲           | ۱۰                  | ۱۰                  |
| عیش‌آباد     | بخش مرکزی شهرستان کوهبنان | عیش‌آباد         | ۲۰۰۰           | ۸۰             | ۴۰           | ۱۵                  | ۲۰                  |
| عیش‌آباد     | بخش مرکزی شهرستان کوهبنان | عیش‌آباد         | ۳۰۰            | ۴۰             | ۱۵           | ۷                   | ۱۰                  |
| فتح‌آباد     | بخش مرکزی شهرستان کوهبنان | فتخ‌آباد         | ۱۲۰۰           | ۳۵             | ۲۵           | ۲۵                  | ۴۰                  |
| کاروانگاه   | بخش مرکزی شهرستان کوهبنان | کاروانگاه       | ۵۵۰            | ۴۰             | ۱۵           | ۱۸                  | ۱۵                  |
| کوه قلعه    | بخش مرکزی شهرستان کوهبنان | کوه قلعه        | ۲۸۰            | ۲۲             | ۲۰           | ۸                   | ۱۰                  |
| گازکهن      | بخش مرکزی شهرستان کوهبنان | نامعلوم         | ۵۰۰            | ۴۰             | ۲۵           | ۲۰                  | ۲۳                  |
| گزدان       | بخش مرکزی شهرستان کوهبنان | نامعلوم         | ۱۵۰            | ۱۲             | ۱۰           | ۵                   | ۷                   |
| گیوکان      | بخش مرکزی شهرستان کوهبنان | نامعلوم         | ۷۰             | ۰              | ۰            | ۹                   | ۱۵                  |